# Korec'
Korec' (in ucraino Корець?; in polacco Korzec; in russo Корец?, Korec) è una città dell'Ucraina (6914 abitanti) situata nel distretto di Rivne, nell'oblast' di Rivne. Ospita l'amministrazione della comunità territoriale di Korec', una delle comunità territoriali dell'Ucraina.
Fino al 18 luglio 2020 Korec' era il centro amministrativo del Distretto di Korec', abolito come parte della riforma amministrativa dell'Ucraina, che ha ridotto a quattro il numero dei distretti dell'oblast' di Rivne. L'area del Distretto di Korec' è stata trasferita al distretto di Rivne.